# James Colosimo
James "Big Jim" Colosimo (Cosenza, 16 de fevereiro de 1878 - Chicago, 11 de maio de 1920) nascido Giacomo Colosimo, "Big Jim" Colosimo foi um gângster ítalo-americano, imigrou para Chicago, Illinois, vindo de Cosenza, Calábria, Itália, em 1895. Acredita-se que foi assassinado por Frank Yale, que havia contratado Al Capone para trabalhar como "leão-de-chácara" no seu boteco, Harvard Inn, quando este último morava em Nova York. Também se acredita que Frank Yale fora contratado por Johnny Torrio, chefe da máfia de Chicago naquela época.